# Невилл, Генри (посол)
Сэр Ге́нри Не́вилл из Биллингбера (англ. Henry Neville; 1564 — 10 июля 1615 года) — крупный английский политик, придворный и дипломат XVI века. В 1599 году — английский посол во Франции. Член влиятельной семьи Невиллов. Известен своими безуспешными попытками провести переговоры между Палатами Парламента и королём Англии Джеймсом I.

## Семья
Невилл был старшим сыном Генри Невилла (ум. 1593) и его второй жены, Элизабет Грешам (ум. 6 ноября 1573), внучки сэра Ричарда Грешама, лорд-мэра Лондона. Она была наследницей его большого состояния.
Отец Невилла был праправнук Ральфа Невилла, 1-го графа Уэстморленд и Джоаны Бофорт, графини Уэстморленд, дочери Джона Гонта, 1-го герцога Ланкастер.
В декабре 1584 г. Невилл женился на Анне Киллигрю (ум. 1632), дочери сэра Генри Киллигрю (ум. 1603) и Кэтерины Кук, золовки Уильяма Сесила, 1-го барона Берли.

## Карьера
Невилл вырос в имении Биллингбер в Беркшире. В возрасте пятнадцати лет, 20 декабря 1577 г, он поступил в Мертон-колледж, Оксфордский университет. Его наставником был Генри Сэвил, английский математик, позже Глава колледжа. В 1578 году Невилл с другими учениками сопровождал Сэвилла в поездке по континенту. Они посетили Падую, Венецию и Прагу.
Он был членом Палаты общин от округов Нью-Виндзор (1584, 1586 и 1593), Сассекс (1589), Лискирд (1597) и Беркшир (1604, 1614).
Он служил в качестве Верховного Шерифа Беркшира в 1595. Он был посвящён в рыцари в 1597 году.
В 1599 Невилл был назначен послом во Францию и был принят при дворе Генриха IV. Хотя он получил благодарности за свои заслуги во Франции, он был недоволен тем, как к нему там относились. В 1600 году, с жалобами на глухоту, он попросил о возвращении в Англию.
После своего возвращения он оказался замешан в восстании Эссекса 1601 года, и был заключен в Тауэр. Его близкий друг, Генри Ризли, 3-й граф Саутгемптон тоже сидел в этой тюрьме и по той же причине.
Невилл был лишен своих должностей и оштрафован на £5000; он согласился выплатить этот штраф ежегодными платежами в размере £1000. Вскоре после смерти Елизаветы I и вступления на престол Джеймса I, 24 марта 1603 года, было выдано разрешение на его освобождение.
Он стал членом Палаты общин от Кента в 1601, и членом Палаты общин от Ливса в 1603—1604.
После своего освобождения, он сыграл большую роль в политической жизни страны, но заработал антагонизм короля Джеймса за то, что он советует королю подчиниться требованиям Палаты Общин. Именно из за этого он потерял возможность стать Госсекретарем — место которое освободилось по смерти Роберта Сесила, 1-го графа Солсбери в 1612 г. Ему предложили должность Казначея Палаты, но он отказался.
Невилл умер в 1615 году и был похоронен в церкви Святого Лаврентия в городке Уолтам Святого Лаврентия (Waltham St. Lawrence).

## Дети
У него было 11 детей — пять сыновей и шесть дочерей.
- Сэр Генри Невилл (II), 1588—29 июня 1629, женился на Элизабет Смит, были дети, включая Ричарда в 1615 году.
- Екатерина Невилл, ок. 1590—1650, вышла замуж за сэра Ричарда Брук.
- Фрэнсис Невилл, 1592—1659, вышла замуж за сэра Ричарда Уорсли, 1-го баронета, затем за Джерома Бретта.
- Уильям Невилл, 1596—1640, второй сын, женился на Кэтрин Биллингли, дети неизвестны.
- Эдвард Невилл, 1602—1632, женился на Алисе Прайор, были дети.
- Дороти Невилл, 1605—1673, вышла замуж за Ричарда Катлин.
- Чарльз Невилл, 1607—1626, вероятно, не состоящий в браке.
- Ричард Невилл, 1608—1644, женился, были дети.
- Элизабет Невилл, 1610 — 4 января 1657, вышла замуж за Уильяма Гловера, он же сэр Генри Беркли; затем за Томаса Дюка.
- Анна Невилл, 1610-?, вышла замуж за богослова Томаса Викарса.
- Мэри Невилл, 1613-28 октября 1642, вышла замуж за сэра Эдварда Люкнора.